# Hernando Márquez Arbeláez
Hernando Márquez Arbeláez (Ibagué, 1916-1985) fue un abogado, escritor, economista, empresario  y político colombiano, miembro del Partido Liberal Colombiano.
Márquez fue un intelectual de Tolima, además de que ocupó varios cargos públicos como director general del Ministerio de Hacienda y Crédito Público, viceministro de Minas y Petróleos (llegando a estar encargado del ministerio en noviembre de 1973).
También fue subgerente general de la Caja Agraria, secretario general de la Contraloría General de la Nación y secretario de Hacienda del Tolima, durante la administración del gobernador Darío Echandía,de quien era un cercano colaborador y amigo. 

## Familia
Hernando Márquez era hijo del oficial del ejército colombiano Adolfo Márquez Villegas y María del Carmen Arbeláez Vélez, siendo sus hermanos Álvaro y Raquel Márquez Villegas.

### Matrimonio y descendencia
Hernando contrajo nupcias con Estella Tono Caicedo, con quien tuvo a sus hijos Juliana, Augusto y Hernando Márquez Tono. Estella era prima del político liberal Rafael Caicedo Espinosa (uno de los fundadores del Nuevo Liberalismo) sobrina del oficial Enrique Caicedo, y nieta del político Fernando Caicedo, suplente en el congreso de Manuel Murillo Toro.
Su hija Juliana, politóloga, se casó en segundas nupcias con el político y periodista Iván Duque Escobar, con quien tuvo a sus hijos Andrés e Iván Duque Márquez.  En primeras nupcias, Duque Escobar estuvo casado con Claudia Samper Mejía (prima de la diplomática María Emma Mejía), con quien tuvo a su hija mayor, María Paula Duque, quien está casada con el periodista Néstor Morales.
Iván fue presidente de Colombia por el Centro Democrático entre 2018 y 2022, y es uno de los pupilos del expresidente Álvaro Uribe Vélez, casado con la abogada María Juliana Ruiz Sandoval, con quien tiene a sus hijos Luciana, Matías y Eloísa Duque Ruiz, bisnietos de Hernando.